# Days of Heaven
Days of Heaven is een Amerikaanse speelfilm uit 1978, geregisseerd door Terrence Malick.
De film ontving diverse prijzen waaronder die voor Beste Regisseur van het Cannes Film Festival en een Academy Award voor Beste Cinematografie.

## Verhaal
De voortvluchtige Bill (Richard Gere) en diens vriendin Abby (Brooke Adams) belanden van Chicago in Texas waar ze zich voor de buitenwereld als broer en zus voordoen. Het verhaal wordt verteld door Bill's zus, Linda (Linda Manz). Ze vinden werk bij de rijke tarweveldeigenaar (Sam Shepard) die zijn oog laat vallen op Abby. Wanneer Bill verneemt dat de boer ongeneeslijk ziek is en hooguit een jaar te leven heeft, zet hij Abby ertoe aan om met de tarweveldeigenaar te trouwen om zo uiteindelijk hun armoede te keren.

## Rolverdeling
| Acteur       | Personage         |
| ------------ | ----------------- |
| Richard Gere | Bill              |
| Brooke Adams | Abby              |
| Sam Shepard  | boer              |
| Linda Manz   | Linda             |
| Robert Wilke | voorman boerderij |

## Filmmuziek
De muziek van Days of Heaven werd gecomponeerd door Ennio Morricone.